# Марксизъм и религия
Основателят и теоретик на марксизма, немският мислител Карл Маркс, има амбивалентно и сложно отношение към религията, разглеждайки я предимно като „душата на бездушни условия“, „опиум за народа“, която е полезна единствено за управляващите класи, тъй като дава на работническите фалшива надежда в продължение на хилядолетия. В същото време Маркс вижда религията като форма на протест от страна на работническата класа срещу лошите икономически условия и тяхното отчуждаване.
В марксистко-ленинскато тълкуване на марксистката теория, разработена главно от руския революционер Владимир Ленин, религията се възприема като забавяща човешкото развитие. Поради това, редица марксистко-лениниски правителства от XX век, като Съветския съюз след Ленин и Китайската народна република, налагат правила за въвеждане на държавен атеизъм. Въпреки това, съществуват религиозни комунистически групи, а християнският комунизъм е бил важен в ранното развитие на комунизма.